# اونجی
اونجی جماعت و شهرکی در شمال غربی تاجیکستان است که در ناحیهٔ باباجان غفورف ولایت سغد قرار دارد. جمعیت این جماعت ۳۳٬۰۳۹ نفر است.
این جماعت، حومهٔ شهر خجند محسوب می‌شود و میوه‌ها و سبزیجات آن مشهوراند.